# Череповецкий трамвай
Череповецкий трамвай — система электрического трамвая в городе Череповце, состоит из 4 маршрутов. Открыта 19 октября 1956 года.

## История

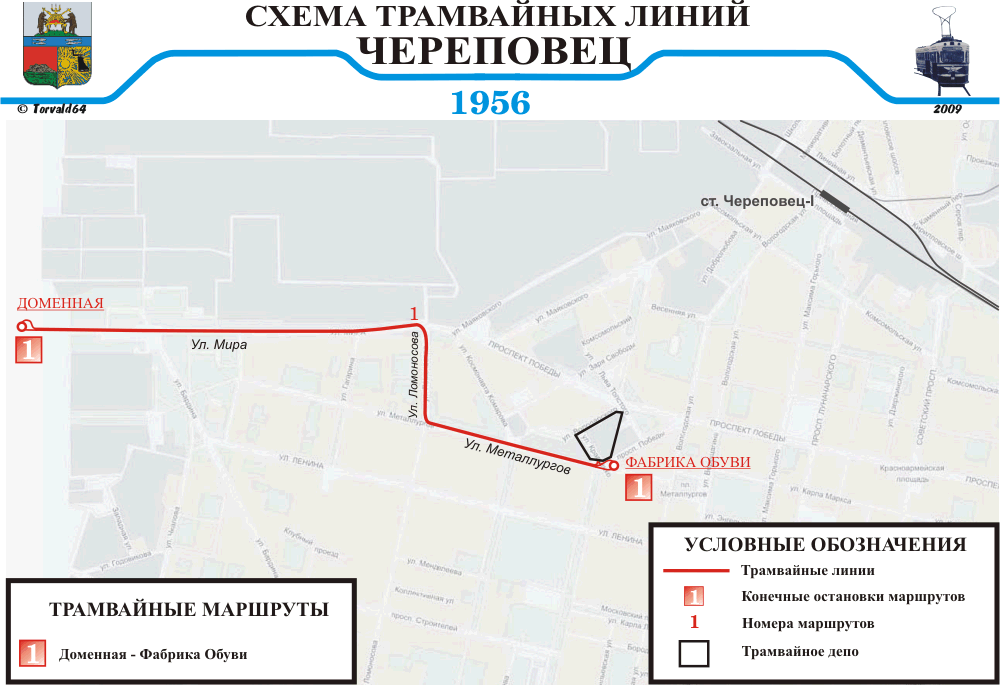
1956 г.

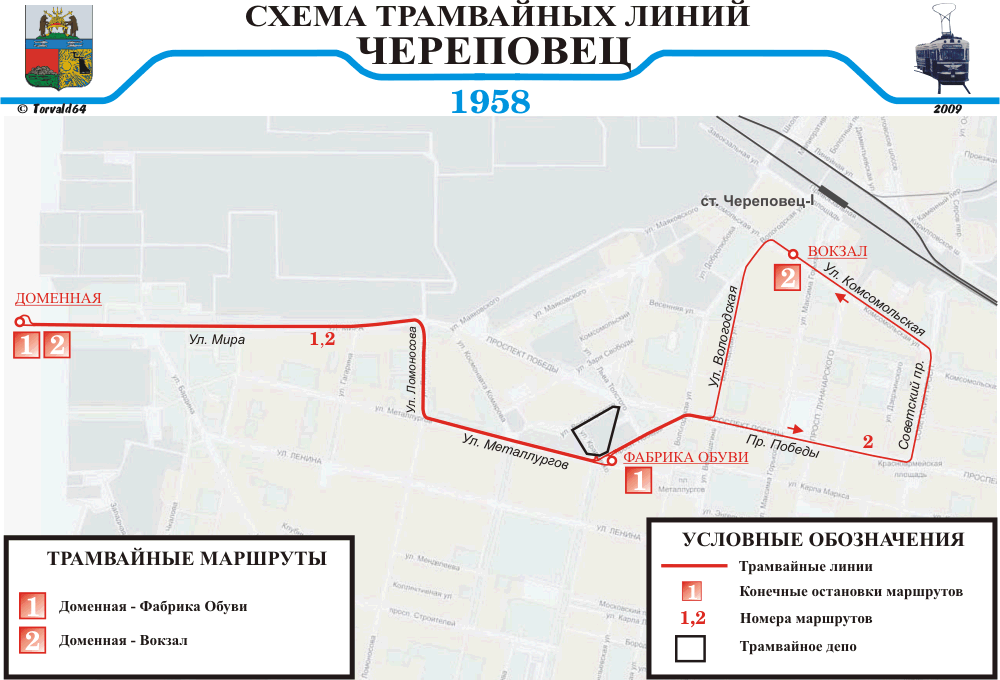
1958 г.

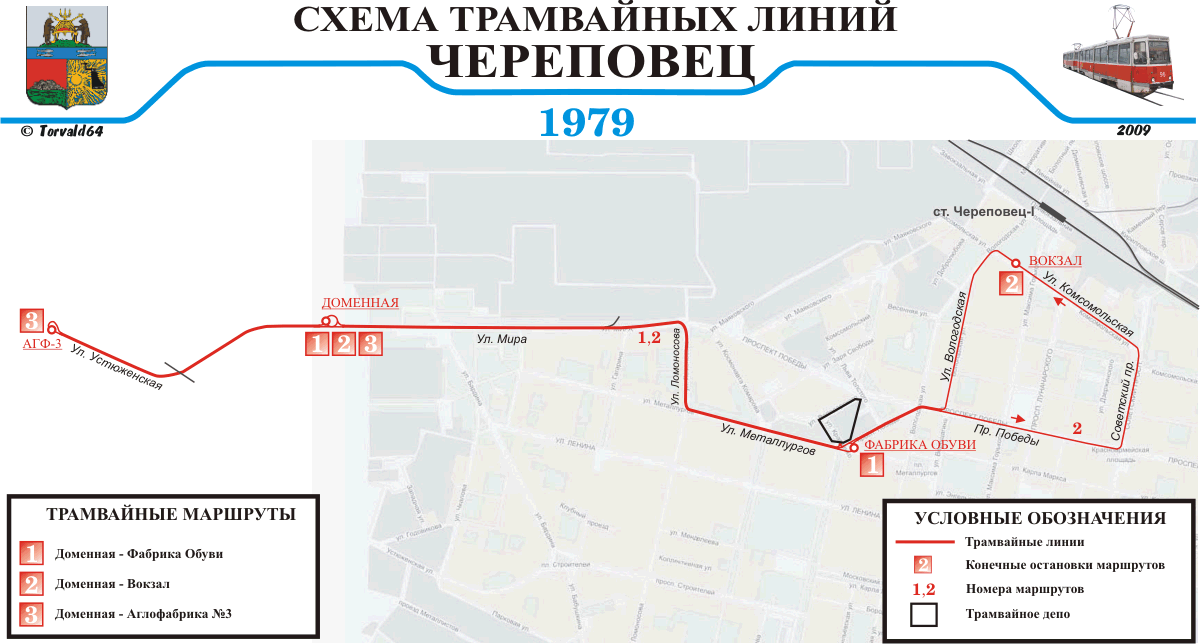
1979 г.

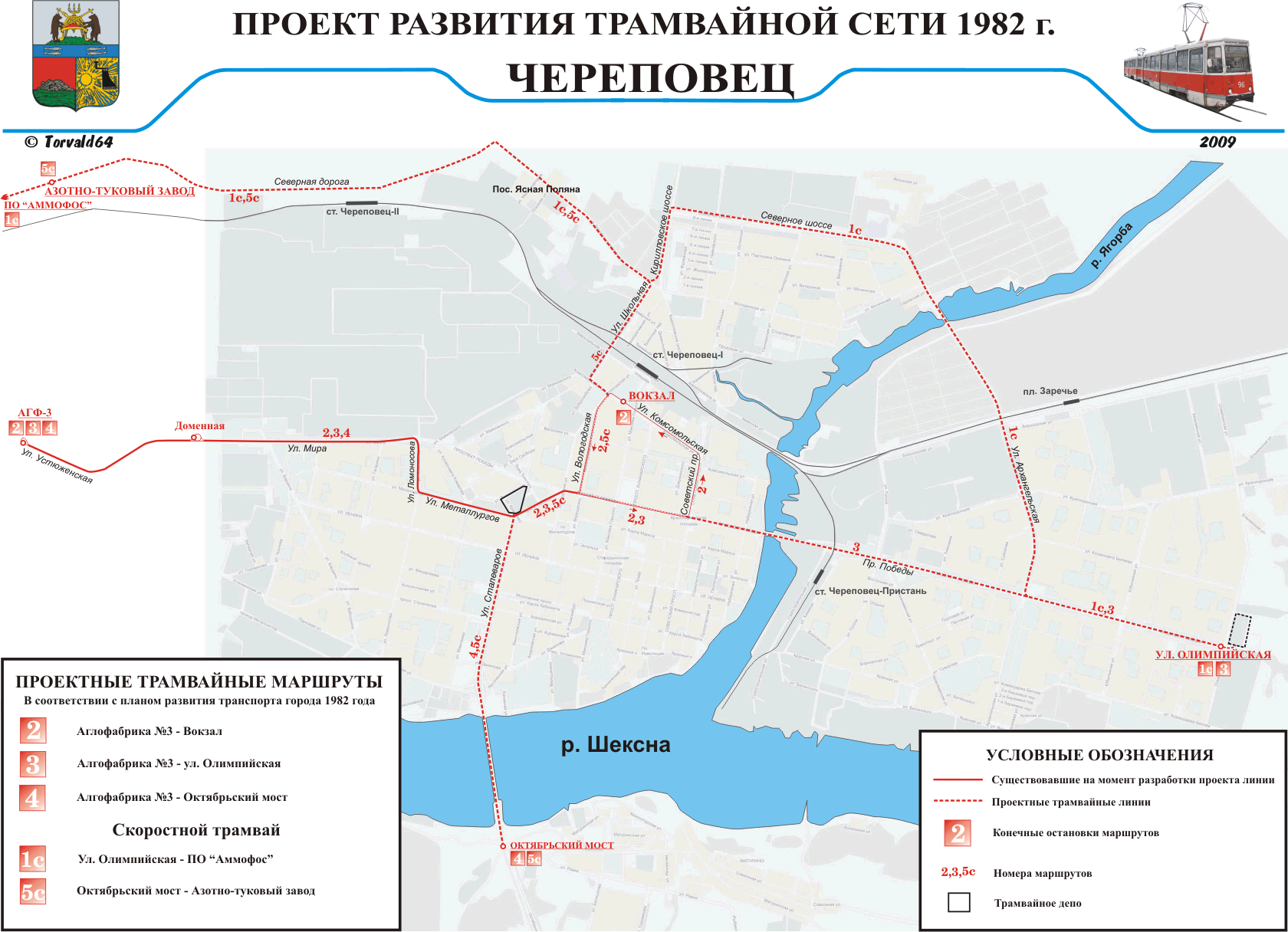
Проект 1982 г.

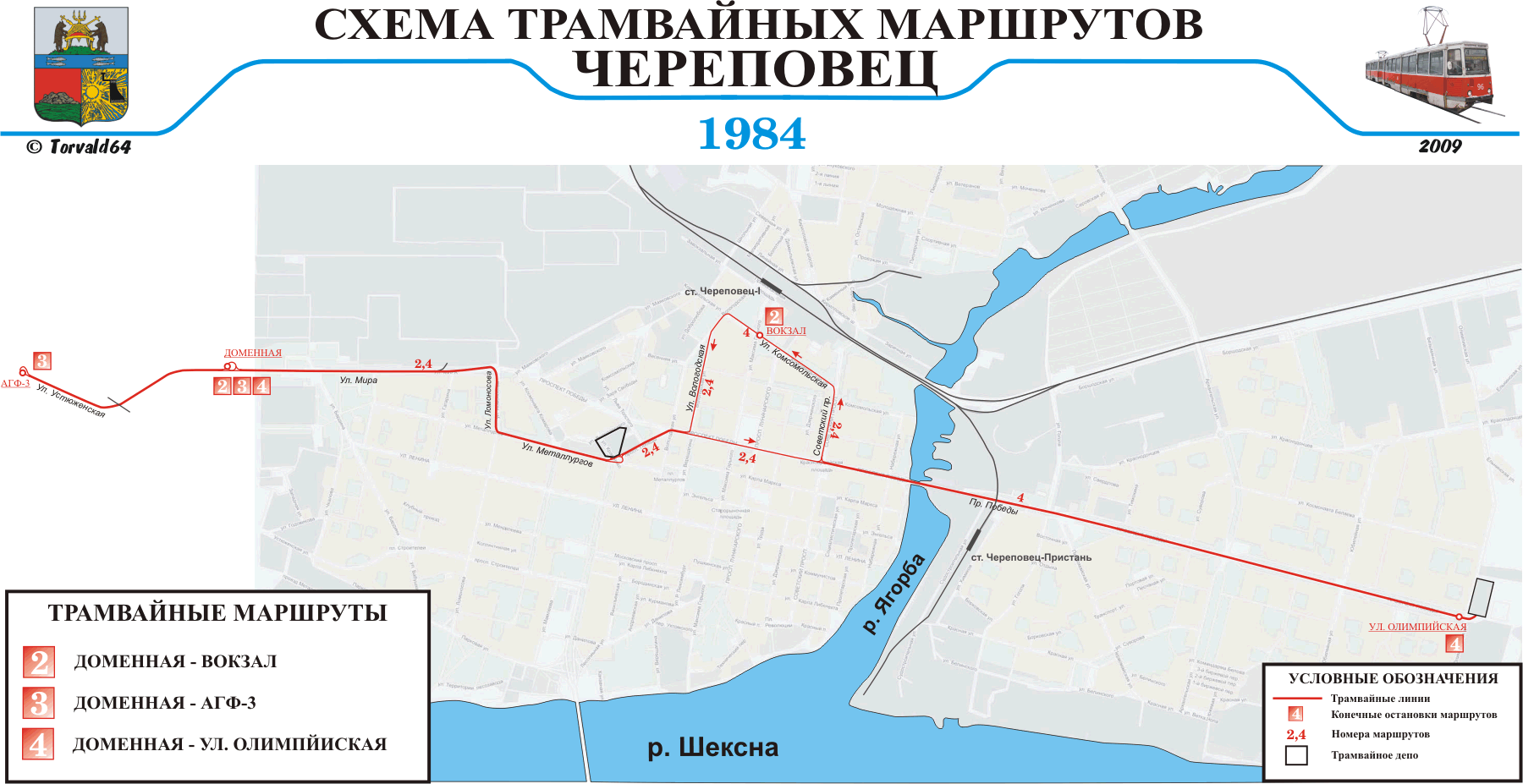
1984 г.

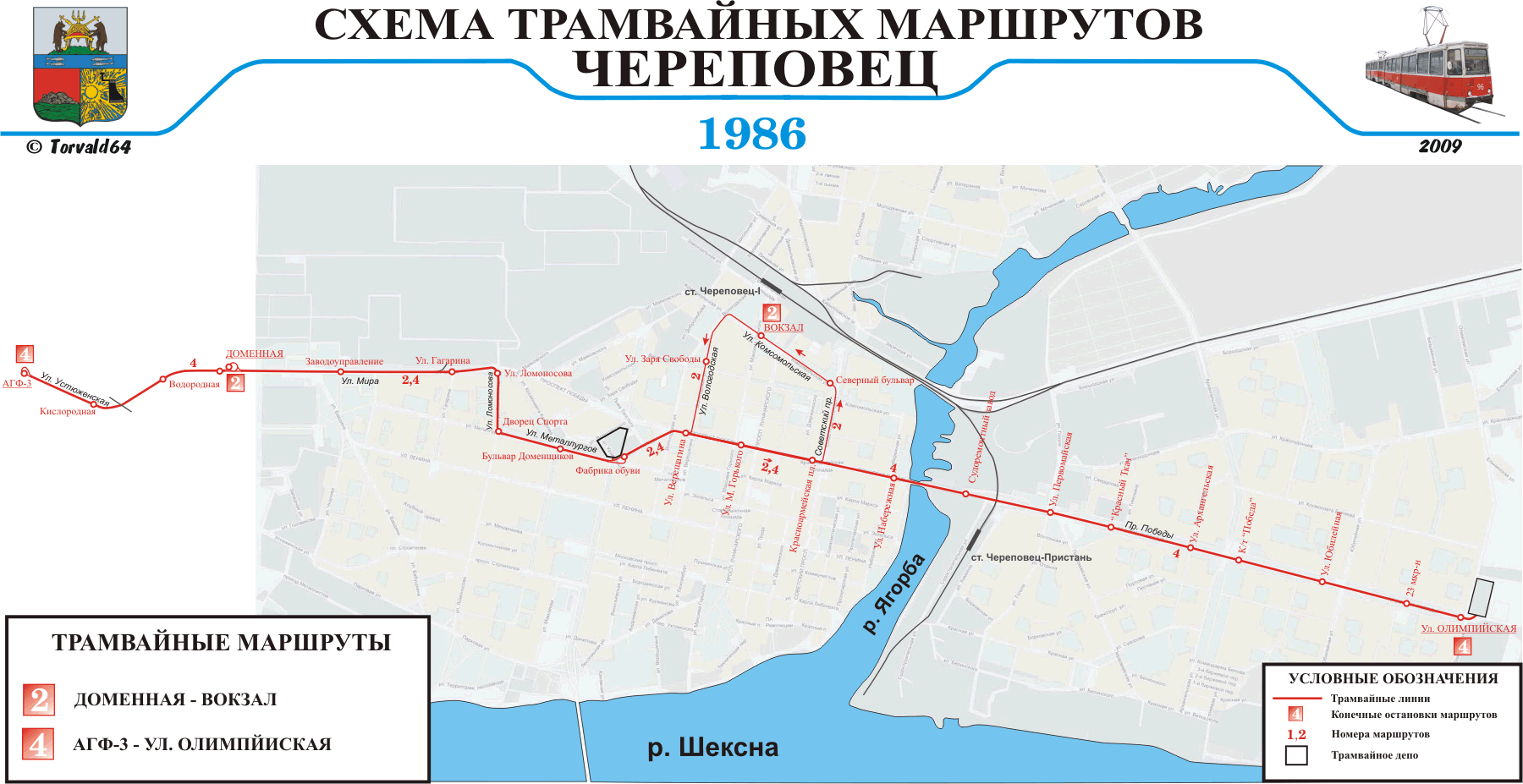
1986 г.

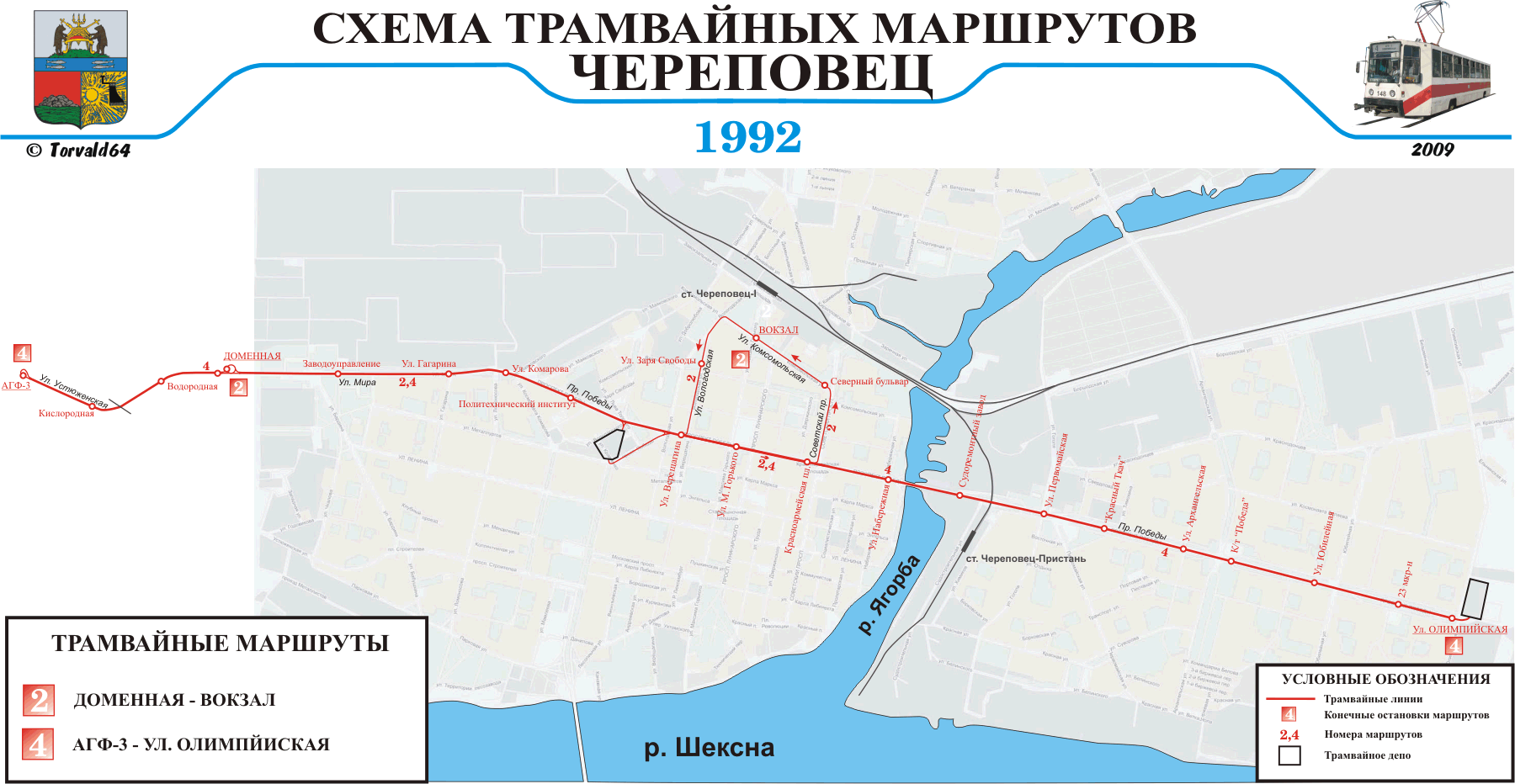
1992 г.

В 50-х годах XX века Череповец быстро рос на волне строительства металлургического завода. Стала очевидной необходимость развития транспортной системы города для осуществления доставки людей на завод. Важнейшим шагом развития инфраструктуры стало появление в городе трамвайной линии. Датой рождения череповецкого трамвая считают 19 октября 1956 года. Трамвайное предприятие являлось структурным подразделением Череповецкого металлургического завода.
19 октября 1956 года открыт первый трамвайный маршрут — № 1 «Фабрика обуви — Завод». Кольцо располагалось рядом с нынешним перекрёстком ул. Металлургов и ул. Сталеваров. Линия шла по ул. Металлургов, ул. Ломоносова и ул. Мира на завод. Первыми вагонами в Череповце были МТВ-82, а также поезда КТМ/КТП-1. Депо было построено на основе старой котельной рядом с конечной остановкой «Фабрика обуви».
12 мая 1958 года открыт маршрут № 2 — «Завод — Вокзал». Маршрут повторял № 1, но шёл дальше — по просп. Победы (в те времена — Красноармейской ул.) до Красноармейской пл., Советскому просп. и Комсомольской (Вокзальной) ул. к вокзалу, после чего по Вологодской (Железнодорожной) ул. возвращался назад к фабрике обуви и шёл вместе с № 1 на завод.
28 декабря 1979 года пущена в эксплуатацию третья очередь трамвая — от Доменной (конечная маршрутов 1 и 2) вглубь завода до 3-й аглофабрики. Маршрут получил номер 3.
Закрыт маршрут № 1. Отныне все поезда стали ходить по маршрутам № 2 и 3. В этом же году был разработан проект развития трамвая в Череповце до 1990 года. Помимо уже строившейся к тому времени линии в Заречье, планировалось также строительство линии через Октябрьский мост в левобережную часть города, а также строительство линий скоростного трамвая на химпроизводство — на азотно-туковый завод и ПО «Аммофос». Осуществиться этому проекту было не суждено.
6 ноября 1984 года состоялось открытие 4-й очереди трамвая в Заречье. Маршрут № 4 «ЧерМК — Олимпийская» шёл на первых порах от Доменной до Олимпийской ул. по ул. Мира, ул. Ломоносова, ул. Металлургов и просп. Победы. Назад следовал с заходом на вокзал. Позже (предположительно, в начале 1985 года) маршрут № 3 был упразднён, а № 4 продлён до Аглофабрики № 3. Начаты работы по строительству депо на Олимпийской ул., которые были закончены только к концу 1980-х годов.
В 1986 году был построен участок пути по проспекту Победы между Красноармейской площадью и Вологодской улицей в сторону завода. Это позволило существенно сократить маршрут № 4 в этом направлении, направив его напрямую без захода на вокзал.
В 1992 году пути на ул. Металлургов и ул. Ломоносова были демонтированы. На замену им были проложены пути по участку просп. Победы от Вологодской ул. до ул. Ломоносова. Перенос линии был продиктован желанием ускорить процесс доставки людей из Заречья на комбинат. Это только по официальной версии. По другой версии из-за жалоб МСЧ «Северсталь» и жителей домов, рядом с которыми пролегали пути.
В июне 1996 года трамвайная система передана из ведомственного в муниципальное подчинение. В связи с этим было организовано МП "Череповецэлектротранс", которое впоследствии было реорганизовано в МУП "Череповецэлектротранс" и далее в МУП "Электротранс".
В 1998 году было запущено движение по маршруту №8, который связал Заягорбский район с вокзалом. Новый маршрут - единственный в маршрутной сети череповецкого трамвая, который не следует до металлургического комбината ПАО "Северсталь".
В 2002 году было Закрыто старое депо на ул. Кравченко,2 в связи со строительством сквозной магистрали на основе ул. Сталеваров. Нашлось в этой магистрали и место трамвайным путям. По улице Сталеваров была проложена однопутная линия, которая предназначалась для служебных нужд (оборот и обкатка вагонов). Территория депо очень сильно сократилась, она стала использоваться как место хранения автомобильной техники по причине отсутствия рельсового соединения с сетью. К 2016 году территория была полностью освобождена от техники, участок был продан на торгах. Здание депо полностью демонтировано в октябре 2016 года.
После закрытия трамвайного депо спустя 2 года был организован остановочный пункт "Ул. Сталеваров". Также были экспериментальные попытки использования закольцовки пр. Победы - ул. Сталеваров в пассажирском сообщении. В 2003-2005 годах выполнялись рейсы по маршруту "Ул. Олимпийская - Ул. Сталеваров". Эксперимент был признан неудачным и маршрут свернули.
С 1 августа 2012 года изменился режим работы 2-го маршрута. Трамваи работают только в час-пик: с 05:20 до 09:30, с 14:00 до 18:30, с 23:00 до 23:15. В остальное время вагоны 2-го маршрута переходят на 8-й и 4-й маршруты.
С 13 октября по 15 декабря 2014 трамваи маршрута №2 ездили по изменённой схеме. В сторону комбината трамваи следовали через перекрёсток ул. Металлургов - ул. Сталеваров с остановкой на ул. Сталеваров (по служебной закольцовке). В обратном направлении ездили по прежней схеме. Эксперимент был признан неудачным и с 16 декабря маршрут вернули к прежней схеме.
С 1 января 2017 года был изменён режим работы маршрута № 2. Трамваи работают только в утренний час-пик, совершая несколько рейсов в направлении комбината через вокзал, а также в направлении Заягорбского района (также через вокзал). С апреля 2018 года количество рейсов сокращено до 5 в утренний час-пик и только в направлении ПАО "Северсталь".

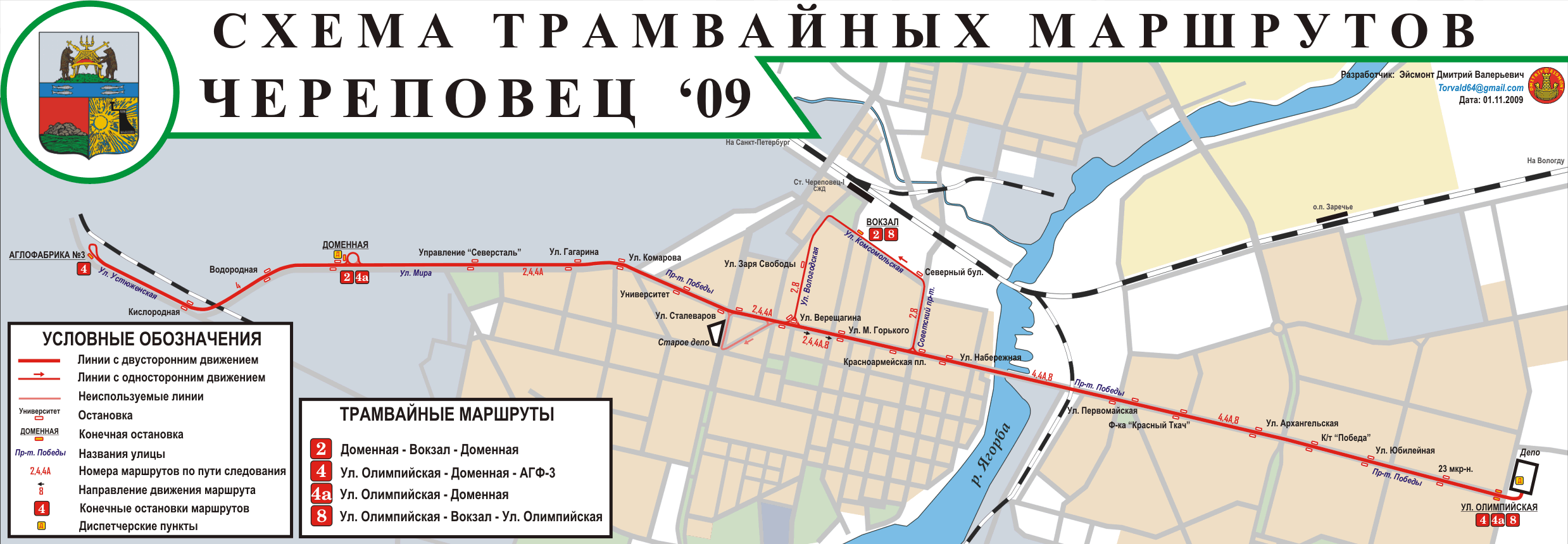
2009 г.

### Современность
Современная трамвайная система Череповца состоит из довольно протяжённого, почти прямого, двухколейного пути, проходящего через весь город от Аглофабрики № 3 в недрах «Северстали» до восточного конца города — Олимпийской ул. Это линия 4-го маршрута, она, за исключением участка по территории завода, идёт по просп. Победы (самой длинной улице города) и ул. Мира. Есть две закольцовки: большая, от остановки «Красноармейская пл.» через вокзал и до остановки «ул. Верещагина», и малая, используемая только для технических нужд, проходящая по старой части пр. Победы и ул. Сталеваров.

## Маршрутная сеть
| Действующие маршруты | |           |                               |
| №                    | Маршрут | длина, км | Интервалы                     |
| 2                    | Олимпийская — 23-й мкр. — Юбилейная — к/т «Победа» — Архангельская — «Красный Ткач» — Первомайская — Набережная — Красноармейская пл. — Курсантский бульвар — Вокзал — Заря Свободы — Верещагина — Сталеваров — Университет — Комарова — Гагарина — Управление ПАО «Северсталь» — Заводская — Доменная — Водородная — Кислородная — Аглофабрика № 3 | 5,4/4,6   | По фиксированному расписанию  |
| 4                    | Олимпийская — 23-й мкр. — Юбилейная — к/т «Победа» — Архангельская — «Красный Ткач» — Первомайская — Набережная — Красноармейская пл. — М. Горького — Верещагина — Сталеваров — Университет — Комарова — Гагарина — Управление ПАО «Северсталь» — Заводская — Доменная — Водородная — Кислородная — Аглофабрика № 3                                 | 10,7      | 4 — 14 мин.                   |
| 4А                   | Олимпийская — 23-й мкр. — Юбилейная — к/т «Победа» — Архангельская — «Красный Ткач» — Первомайская — Набережная — Красноармейская пл. — М. Горького — Верещагина — Сталеваров — Университет — Комарова — Гагарина — Управление ПАО «Северсталь» — Заводская — Доменная                                                                              | 8,9       | в межпиковое и вечернее время |
| 8                    | Олимпийская — 23-й мкр. — Юбилейная — к/т «Победа» — Архангельская — «Красный Ткач» — Первомайская — Набережная — Красноармейская пл. — Курсантский бульвар — Вокзал — Заря Свободы — Верещагина — М. Горького | 5,5/6,6   | 14 — 20 мин.                  |
| Закрытые маршруты    | |           |                               |
| №                    | Маршрут | длина, км | Годы работы                   |
| 1                    | Доменная — ул. Мира — ул. Ломоносова — ул. Металлургов — Фабрика обуви | 3,3       | 1956—1982                     |
| 3                    | Доменная — Водородная — Кислородная — Аглофабрика № 3 | 1,9       | 1979—1984                     |

## Подвижной состав

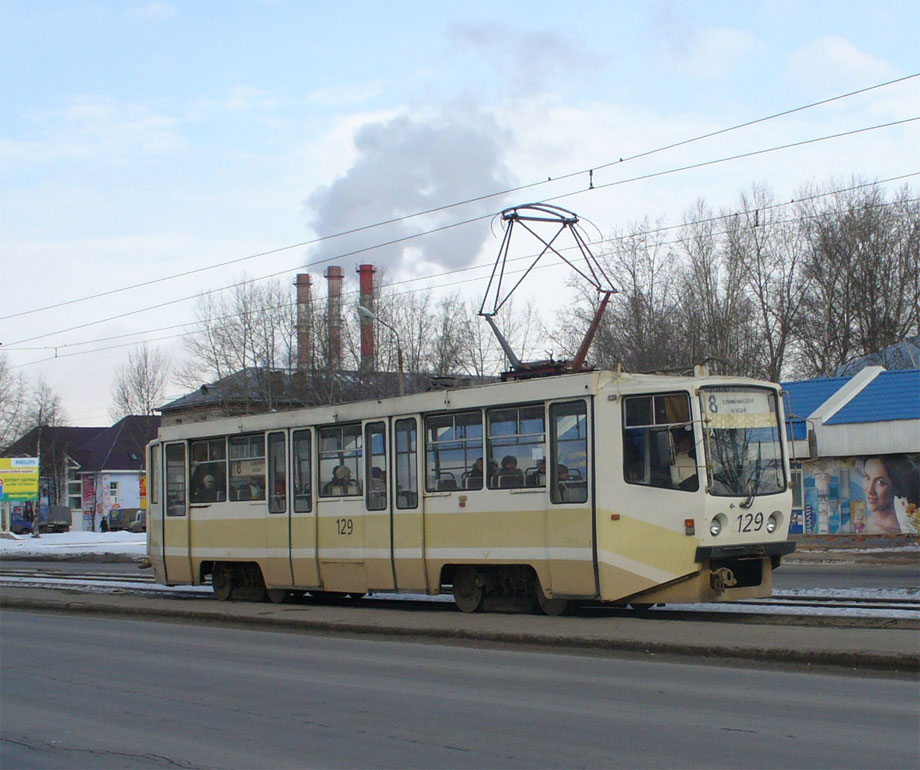
Трамвай 71-608КМ № 129

Основой парка являются вагоны 71-911ЕМ (всего 31 вагон), есть 1 вагон 71-923М, и 11 вагонов 71-605. На маршрутах № 2, 4 и 8 работают только одиночные вагоны.
В последнее время двухвагонные системы не используются — они расцеплены. Однако в 80-90-х г.г. на маршрут № 4 в часы пик одновременно выходило более 10 систем (при общем выпуске более 20 поездов).
Открывали трамвайное движение в городе вагоны МТВ-82 и КТМ/КТП-1. После этого приобретались вагоны КТМ/КТП-2, ЛМ-68 и несколько вагонов ЛМ-68М (с борт. номерами 54,55,56)
В настоящий момент имеется дефицит единиц подвижного состава — не хватает 32 единицы.
В 2017 году мэр Москвы Сергей Собянин удовлетворил просьбу властей Череповца и передал городу десять списанных столичных трамваев выпуска 2004-2006 годов (модель 71-619КТ).
Весной 2021 была анонсирована закупка до 2023 года 40 трамвайных вагонов (6 из которых - сочлененные) на средства по федеральной программе "Чистый воздух", 12 из которых планируется получить до конца 2021 года. Также в планах реконструкция всей трамвайной системы, включающая в себя ремонт путей, обновление подстанций и путевое развитие депо на ул. Олимпийской для того, чтобы вместить новые трамваи. Ремонт путей от ул. Олимпийской до реки Ягорбы планируется на 2022 год.
В конце лета 2021 года трамваи "Львёнок" и "Богатырь-М" приехали в Череповец

## Планы по развитию системы
Существует проект развития сети в Зашекснинский район города через новый мост через Шексну, строительство которого началось в 2019 году. Также существовали планы впоследствии создать большое трамвайное кольцо Индустриальный район — Заречье — Зашексниснкий район — Индустриальный район, построив линию и через Октябрьский мост. Однако, исходя из настроений представителей власти, существуют большие сомнения в том, что эти проекты будут реализованы.
Так, на совещании в мэрии города 20 марта 2009 года были высказаны сомнения в необходимости строительства трамвайной линии в Зашекснинский район. При этом в пример даже приводился опыт таких городов, как Санкт-Петербург, где имело место сильное сокращение числа линий, и Воронеж — полное закрытие трамвайной системы.

## 2009—2018
- Декабрь 2009 — перенос трамвайных линий на верховую часть Ягорбского моста
- 25 сентября 2010 — 7 октября 2010 — закрытие движения по маршрутам в Заречье. На Ягорбском мосту ремонт, линии переносятся в среднюю часть моста.
- 7 октября 2010 — открытые движения по маршрутам в Заречье.
- Остановка Судостроительный завод для трамваев полностью закрыта. Так же сменила своё место остановка «Красноармейская пл.», обе теперь находятся за светофором на разделительном газоне.
- 2010. После ввода в эксплуатацию реконструированного моста через р. Ягорба существенно увеличилась протяжённость участка обособленных от проезжей части трамвайных путей. Отменена остановка «Судоремонтный завод» на реконструированном участке.
- 13 октября 2014 г. изменена схема движения 2-го маршрута, теперь остановка «Улица Сталеваров» находится рядом с бывшим трамвайным депо.
- С 15 декабря маршрут № 2 ходит по старой схеме.
- С 1 января 2017 года маршрут №2 упразднён и заменён рейсами маршрута №4 с проездом через "Вокзал" несколько раз в день, с 1 мая того же года вновь восстановлен, но вновь упразднён летом.
- C 1 апреля 2018 года маршрут №2 полностью упразднён по направлению АГФ-3 - Вокзал, с Олимпийской через вокзал на АГФ-3 сохранились рейсы только в утренний час-пик (5 рейсов в будние дни и 4 рейса в выходные дни).
- 6 апреля 2018 года прибыли первые 2 вагона модели 71-619КТ из Москвы. Всего поставлено 10 вагонов этой модели.